# Trichoceros antennifer
Trichoceros antennifer là một loài thực vật có hoa trong họ Lan. Loài này được (Humb. & Bonpl.) Kunth miêu tả khoa học đầu tiên năm 1816.

## Hình ảnh

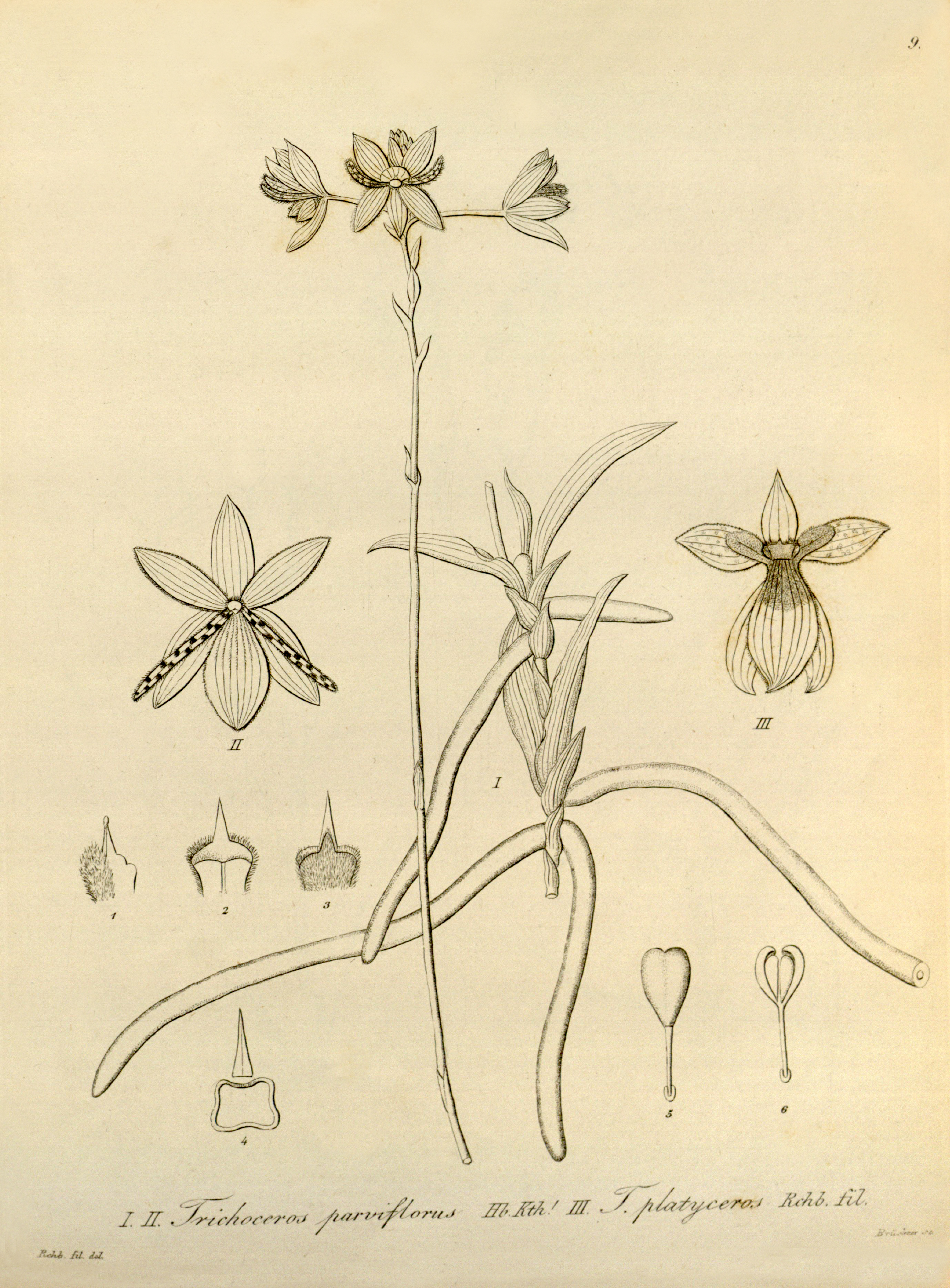